# Great Internet Mersenne Prime Search
Great Internet Mersenne Prime Search, forkortet GIMPS, er et projekt, der bruger distribuerede beregninger til at finde store Mersenne-primtal. Projektet bruger følgende strategi: De hurtigste af de tilmeldte computere bruges til Lucas-Lehmertest. Inden en test bliver der dog brugt lidt tid på af finde små divisorer i tallet, så den langvarige test måske kan undgås. Langsommere maskiner bruges til kontrolberegninger. Et tal bliver først endeligt afvist som primtal efter to komplette beregninger. De langsomste computere undersøger om et muligt mersenneprimtal har en lille divisor. Hvis en divisor findes, bliver der ikke lavet Lucas-Lehmertest.